# Guan negre
El guan negre (Chamaepetes unicolor) és una espècie d'ocell de la família dels cràcids (Cracidae) que habita la selva humida de les muntanyes de Costa Rica i oest de Panamà.